# 日本橋本石町
日本橋本石町（にほんばしほんごくちょう）は、東京都中央区の地名で、旧日本橋区に当たる日本橋地域内である。現行行政地名は日本橋本石町一丁目から日本橋本石町四丁目。住居表示実施済区域。

## 概要
東京駅日本橋口（北東部）に位置しており、日本橋川（首都高速道路）を挟んで千代田区大手町と隣接している。江戸時代には金座が置かれており、現在は金座跡地に日本銀行本店が所在する。古今を通じて日本の金融を代表する町として知られている。日本橋川のある南から順に、一丁目から四丁目が並ぶ。

## 地理
日本橋地域の最西端に位置し、千代田区（内神田・大手町・鍛冶町）との区境に当たる。
河川・橋
- 日本橋川
  - 新常盤橋
  - 常磐橋
  - 常盤橋
  - 一石橋
  - 西河岸橋

## 歴史
この地はもと石町（こくちょう）と呼ばれていたが、寛文年間に神田に新石町（しんこくちょう：現在の内神田三丁目付近）が出来たので本石町と呼ばれるようになった。石町という町名は、古くは米穀商が多く集まっていたことから穀類を数える単位の石に由来するとされる。一丁目から四丁目まであった（ただし町域は現在とは異なる）。
江戸時代には三丁目に市中に時を告げる時の鐘が置かれ、またその近くにあった長崎屋は長崎から将軍謁見のために来るオランダ商館長カピタンの定宿とされた。二丁目と三丁目の間近くにあった十軒店には、毎年桃の節句や端午の節句になると人形の市が立ち、年の暮れには同所で破魔矢羽子板を売るなどして大層賑わったという。
1932年（昭和7年）、関東大震災後の区画整理により本石町は従来からの町域を変更することになり、この時周辺にあった金吹町、北鞘町、本革屋町、本銀町、本町、本両替町などの町域全部または一部を合併し、現在の本石町一〜四丁目となっている。なお十軒店は現日本橋室町三丁目の一部に当たる。

## 世帯数と人口
2023年（令和5年）1月1日現在（中央区発表）の世帯数と人口は以下の通りである。なお、一丁目と二丁目は人口が0人の為、三丁目はごくわずかなため、全て四丁目と合算されている。
| 丁目                       | 世帯数 | 人口 |
| -------------------------- | ------ | ---- |
| 日本橋本石町一丁目〜四丁目 | 49世帯 | 85人 |

### 人口の変遷
国勢調査による人口の推移。
| 年                 | 人口 |
| ------------------ | ---- |
| 1995年（平成7年）  | 116  |
| 2000年（平成12年） | 106  |
| 2005年（平成17年） | 83   |
| 2010年（平成22年） | 108  |
| 2015年（平成27年） | 96   |
| 2020年（令和2年）  | 101  |

### 世帯数の変遷
国勢調査による世帯数の推移。
| 年                 | 世帯数 |
| ------------------ | ------ |
| 1995年（平成7年）  | 43     |
| 2000年（平成12年） | 51     |
| 2005年（平成17年） | 41     |
| 2010年（平成22年） | 58     |
| 2015年（平成27年） | 46     |
| 2020年（令和2年）  | 55     |

## 学区
区立小・中学校に通う場合、学区は以下の通りとなる（2025年4月現在）。
- 区域 : 一丁目、二丁目、三丁目、四丁目　各全域
  - 小学校 : 中央区立常盤小学校
  - 中学校 : 中央区立日本橋中学校

## 事業所
2021年（令和3年）現在の経済センサス調査による事業所数と従業員数は以下の通りである。
| 丁目               | 事業所数  | 従業員数 |
| ------------------ | --------- | -------- |
| 日本橋本石町一丁目 | 27事業所  | 1,553人  |
| 日本橋本石町二丁目 | 39事業所  | 2,704人  |
| 日本橋本石町三丁目 | 119事業所 | 2,108人  |
| 日本橋本石町四丁目 | 142事業所 | 2,432人  |
| 計                 | 327事業所 | 8,797人  |

### 事業者数の変遷
経済センサスによる事業所数の推移。
| 年                 | 事業者数 |
| ------------------ | -------- |
| 2016年（平成28年） | 301      |
| 2021年（令和3年）  | 327      |

### 従業員数の変遷
経済センサスによる従業員数の推移。
| 年                 | 従業員数 |
| ------------------ | -------- |
| 2016年（平成28年） | 8,630    |
| 2021年（令和3年）  | 8,797    |

## 地域
教育
- 中央区立常盤小学校 - 常盤幼稚園も同敷地内にある。
- 中央区立常盤幼稚園

機関
- 日本銀行

## 観光
名所・史跡
- 日本銀行本店 - 建築遺産
- 貨幣博物館 - 日本銀行分館内にある。
- 金座 - 現在の日本銀行所在地（旧：本両替町）に設けられていた。

## 交通
鉄道
- 東京地下鉄三越前駅（○銀座線、○半蔵門線） - 出入口が設けられている。（所在地：日本橋室町）

バス
- 中央区コミュニティバス北循環 本石町一丁目 / 本石町三丁目

道路
- 東京都道407号丸の内室町線（江戸通り）
- 東京都道405号外濠環状線（外堀通り）

首都高速道路出入口
- 首都高速都心環状線
- 呉服橋出入口

## 画像一覧

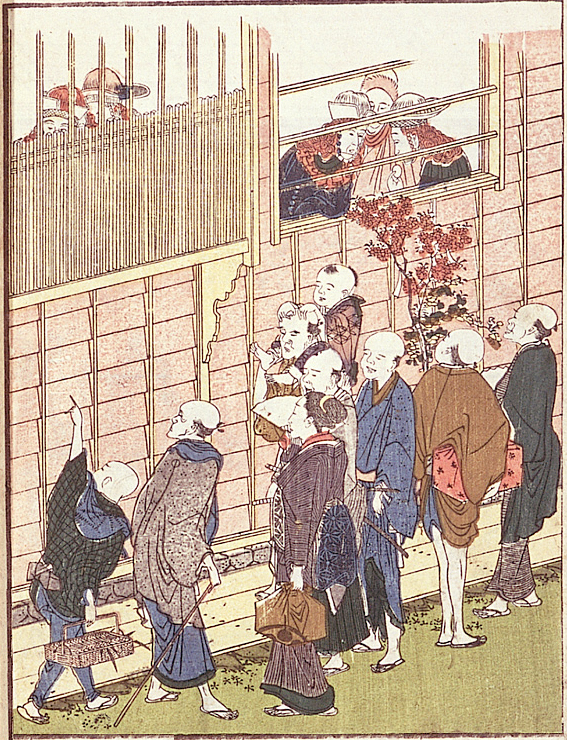
『画本東都遊』（えほんあずまあそび）享和2年（1802年）刊、葛飾北斎画。本石町の長崎屋に滞在するオランダ人たちと、それを見物する江戸の人々を描く。
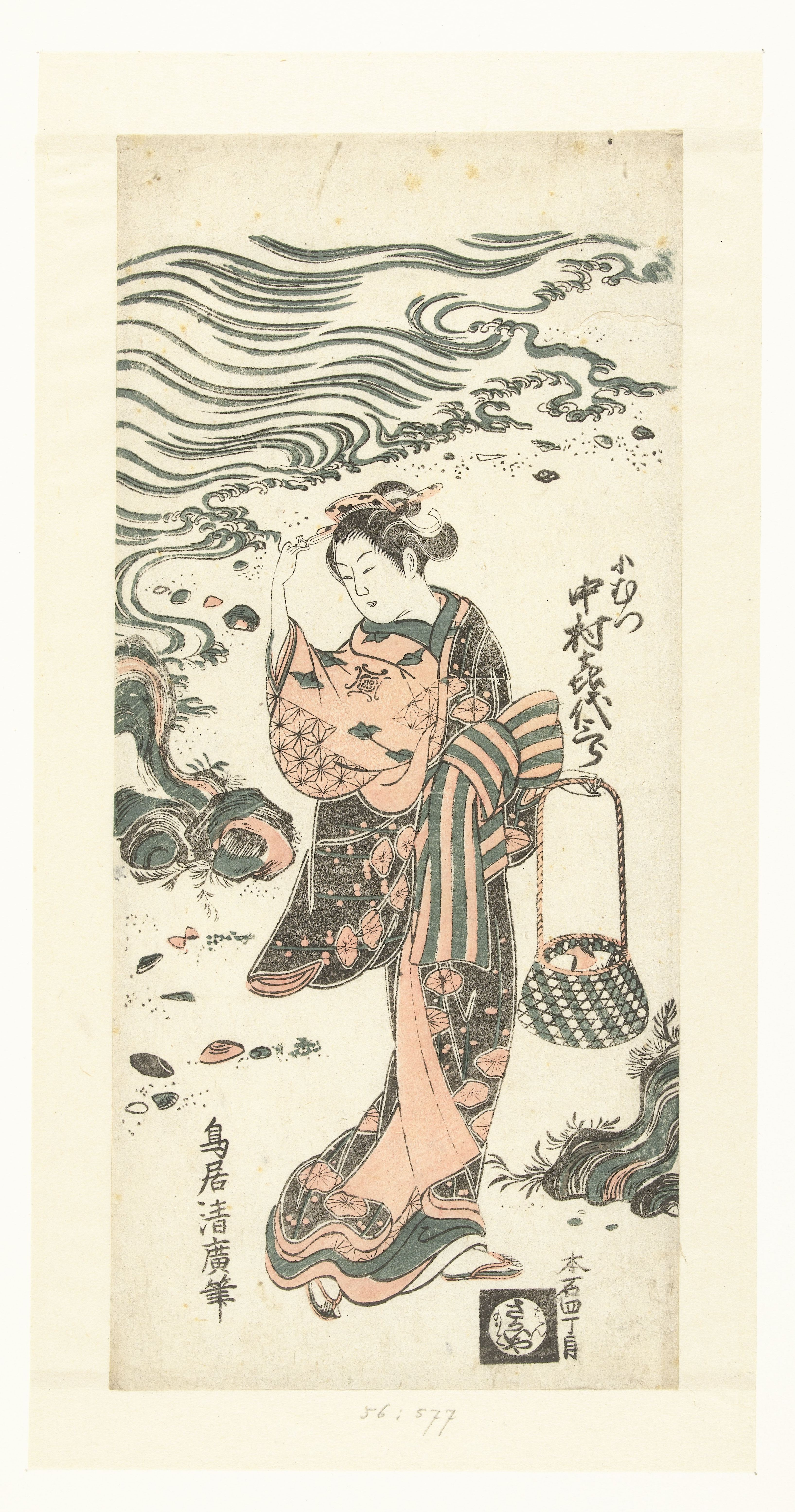
『小むつ 中村喜代三郎』鳥居清廣画。歌舞伎役者を描いた作品で、版元は「本石四丁目さかいや」とある。
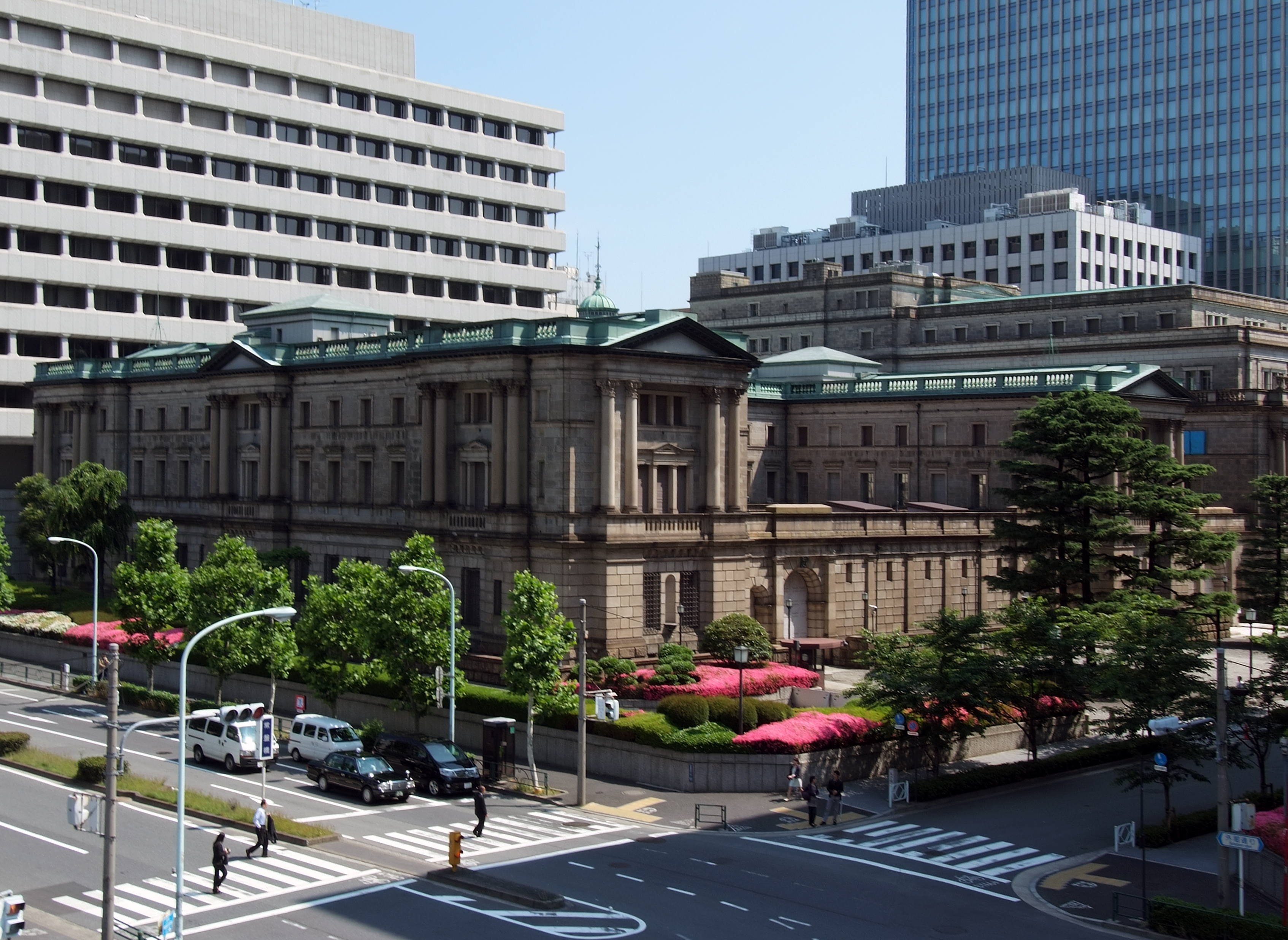
日本銀行本店

## その他

### 日本郵便
- 郵便番号 : 103-0021[3]（集配局 : にほんばし蔵前郵便局[15]）。

### 管轄等
- 中央警察署 - 同町周辺の管轄に当たる。（所在地：日本橋兜町）
- 日本橋消防署 - 同町周辺の管轄に当たる。（所在地：日本橋兜町）